# Lake Park (Minnesota)
Lake Park è una cittadina degli Stati Uniti d'America, situata in Minnesota, nella contea di Becker.